# Ludwigia peduncularis
Ludwigia peduncularis är en dunörtsväxtart som först beskrevs av Charles Wright och August Heinrich Rudolf Grisebach, och fick sitt nu gällande namn av Gomez dela Maza. Ludwigia peduncularis ingår i släktet ludwigior, och familjen dunörtsväxter. Inga underarter finns listade i Catalogue of Life.